# Équipe de Guinée de rugby à XV
L'équipe de Guinée de rugby à XV rassemble les meilleurs joueurs de rugby à XV de Guinée est membre de Rugby Afrique depuis janvier 2015 et joue actuellement dans la Coupe d'Afrique 3.

## Histoire
L'équipe de Guinée de rugby à XV ont participé au tournoi international Dakar 7s 2024 où ils ont fini 3èmes derrière le Mali et le Sénégal.

## Joueurs actuels
1. Mamadou Saliou Barry
2. Mamadou Dian Sylla
3. Aboubacar Traoré
4. Mamady Kaba
5. Souleymane Ouattara
6. Paolo Montcho
7. Moussa Damba
8. Moussa Soumah
9. Moussa Kourouma
10. yamoussa Camara
11. Mamadou Aliou Diallo
12. Mamadou Bachir Bangoura
13. Bafode Dioumessy
14. Kerfala Camara